# Anaheim Arsenal
Anaheim Arsenal was een Amerikaanse basketbalclub uit Anaheim die van 2006 tot 2009 uitkwam in de NBA D-League.

## Geschiedenis
De club werd in 2006 opgericht en speelde in het Anaheim Convention Center. Onder zowel Reggie Geary als Sam Vincent kon de club in drie seizoenen nooit de play-offs bereiken. Jawad Williams werd in 2007 verkozen tot All-NBA D-League Second Team. Na drie seizoenen besloot men de club te verhuizen naar Springfield en veranderde de naam in de Springfield Armor.

## Erelijst
- All-NBA D-League Second Team: Jawad Williams (2007)

## Resultaten
| Seizoen | Wins | Verlies | Play-offs | Coach        |
| ------- | ---- | ------- | --------- | ------------ |
| 2006/07 | 23   | 27      |           | Reggie Geary |
| 2007/08 | 23   | 27      |           | Reggie Geary |
| 2008/09 | 15   | 35      |           | Sam Vincent  |

## Bekende (oud-)spelers
| - Yuta Tabuse - Thomas Gardner - Kedrick Brown - Brandon Armstrong |